# Seznam avstro-ogrskih korpusov
Seznam avstro-ogrskih korpusov.

## Seznam
- 1. korpus
- 2. korpus
- 3. korpus
- 4. korpus
- 5. korpus
- 6. korpus
- 7. korpus
- 8. korpus
- 9. korpus
- 10. korpus
- 11. korpus
- 12. korpus
- 13. korpus
- 14. korpus
- 15. korpus
- 16. korpus
- 17. korpus
- 18. korpus
- 19. korpus
- 20. korpus
- 21. korpus
- 22. korpus
- 23. korpus
- 24. korpus
- 25. korpus
- 26. korpus
- Kombinirani korpus
- Korpus Hofmann
- Korpus Szurmay
- Korpus Czibulka
- Skupina Kosak
- Korpus Benigni
- Korpus Henriquez/Hadfy
- Korpus Fath
- Korpus Roth
- Skupina Schenk
- Skupina Ruiz
- Skupina nadvojvoda Peter Ferdinand
- Skupina Lipošćak
- Skupina Hordt
- Skupina Kletter
- Konjeniški korpus Hauer
- Konjeniški korpus Berndt/Herberstein/Lehmann
- Konjeniški korpus Brudermann
- Konjeniški korpus Ostermuth/Leonhardi
- 1. generalno poveljstvo
- 4. generalno poveljstvo
- 7. generalno poveljstvo
- 16. generalno poveljstvo
- Skupina Siebenbürgen